# Oignon de Makó
L'oignon de Makó est une variété hongroise d'oignon originaire de Makó. Elle bénéficie d'une protection sous le nom de makói vöröshagyma/makói hagyma.